# Freak on a Leash
A Freak on a Leash egy szám az amerikai Korn nevű nu metal bandától. Először az 1998-as Follow the Leader lemezen lehetett hallani. A dal a Korn talán legismertebb száma, mellyel az együttes megnyerte az első Grammy-díját.
A megjelenése előtt a Korn úgy döntött, hogy a dalban lesz egy hosszabb instrumentális rész is, így is akarták kiadni, ám a rajongók azt kérték, hogy vegyék ki azt a részt. Miután az album megjelent, a Freak on a Leash is megjelent kislemez formájában, 1999. május 25-én. Azóta több mint 10 verzióban jelent meg. A dal a disszonanciára és az eltorzulásra épül. A gitárok nagyon-nagyon sok effektet használnak, az összhangzás így eléggé agresszív.
A videóklip 1999. február 5-én jelent meg. Todd McFarlane rendezte, Los Angelesben, Kalifornia államban. Maga a videó egy érdekes mixe az animációnak és az élő felvételeknek. A videó 3 díjat nyert, többek között a Korn első Grammy-díját. A rádiók is szívesen játsszák mind a mai napig a dalt.

## Története
A Follow the Leade megjelenése után a Korn úgy reklámozta az albumot, hogy 1998 szeptember 22 és október 31 között egy, Family Values Tour névre keresztelt turnét csinált. A Freak on a Leash volt a legelső szám, amit közönség előtt játszottak az új albumról. Eredetileg a szám közepén volt egy gitárrész, de amikor a banda rájött, hogy a rádiók nem nagyon szeretnék ezt, megkérdezték a rajongóikat, hogy kivegyék-e azt a részt. Ezt egyébként Interneten intézték, a Korn ugyanis azon bandák egyike volt, aki legelőször ismerte fel, hogy az Interneten milyen hatékonyan tudja reklámozni magát, és rajongókat szerezni. A rajongók majdnem 80%-a azt mondta, hogy vegyék ki azt a részt. A banda úgy írja le azt a részt, mint egy Biohazardos riffet. Kivették a gitár részt, a CD-n ott Reginald Arvizu basszusgitározik.
A dalt 1998 márciusában vették fel, az NRG Recording Studiosban, Észak Hollywoodban, Kalifornia államban. Második kislemezként jelent meg az albumról, 1999. május 25-én, és az egyik legsikeresebb Korn kislemeznek tartják. Több mint tízszer jelent meg kislemezként: háromszor Angliában, kétszer Mexikóban és Ausztráliában, egyszer Németországban, Franciaországban, az USA-ban, és Svájcban.
Brian Welch "Head" azt mondta a dalról, hogy "Jonathan Davisről szól, és ahogy egy torzszülött volt a pórázon - egy olyan perverz mazochista dologról van szó. Leah Furman azt mondta, hogy a dal "a hírnév válogatott áldásai körül forog".

## Kompozíció
A Freak on a Leash egy négy perc tizenöt másodpercig tartó szám. Nagyon sok effektet használ, hogy "életet hozzon" a dalba. A Kornra egyébként is jellemzőek a technikás pedálhasználatok. A dalban a torzság és diszharmónia nagy szerepet játszik. Jonathan Davis a scatelést is használja a nótában.
Elias Pampalk azt mondta róla, hogy "elég agresszív" és hogy leginkább "a death metal stílushoz áll közel", de nem lehet rá mondani, hogy death metal dal. Ez jellemzően egy nu metal szám. Azt is mondta, hogy a dalban "a melódikus részek nem kapnak túl nagy szerepet, sokkal nagyobb jut a hangos, agresszív részeknek."
A dalhoz egy akusztikus verziót is megjelentettek, amiben Amy Lee, az Evanescence énekese is énekel. Ezt az MTV Times squarei studiójában vették fel, a Korn akusztikus hangszereivel, 2006. december 9-én. Egy olyan mixelt változat is napvilágot látott, amit egy rajongó csinált. A mixelt verzió bekerült a tíz legtöbbet hallgatott dal közé, miután az eredeti változat kiesett a listáról. Nathan E.-t, a mix készítőjét meghívták egy rádiós interjúra, ahol kiderült, hogy akkor még csak tizenöt éves volt.

## Videó
A Freak on a Leash videója 1999. február 5-én jelent meg, és Total Request Live-en, azaz a TRL-en is megjelent! 1998 december 13-14-én vették fel, Los Angelesben. Todd McFarlane rendezte. Eredetileg 1999 januárjára volt tervezve a videó megjelenése, de február elejére kellett módosítani az időpontot.
A videó animációt és élő felvételt kever. A videó elején egy animált világban vagyunk, ahol gyerekek olyan helyre mennek, ahova nem lenne szabad, ezért egy rendőr követni kezdi őket. Nem áll szándékában bántani őket, csak vissza akarja őket hozni, mert az egyik kislány túl messzire ment egy kiálló csúcson, ugróiskolázás közben. Ez a kép látható egyébként a Follow the Leader borítóján, csak rendőr nélkül. A rendőr véletlenül elesik, és kirepül a kezéből a pisztolya, amiből, amikor leesik, az ütközés hatására, véletlenül kirepül egy golyó. A golyó ugyan nem találja el a pirosruhás kislányt, de átmegy a való világba. Ezután a golyónak az útját követjük nyomon, aki senkit nem talál el, de rengeteg kárt okoz. Azután elér a Kornhoz, akik éppen zenélnek. Megbűvölik a golyót, és elindítják vissza fele. A videó végére visszaér a pirosruhás kislányhoz, aki elkapja, a térdelő rendőr kezébe nyomja, rávigyorog, majd elszalad a többi gyerekkel.
Az 1999-es MTV Díjátadón két díjat is nyert, a Legjobban Megrendezett, és a Legjobb Rock Videó díjat. 2000-ben Grammy-díjat nyert. A Deuce nevű DVD-n is megtalálható a videó.

## Külső hivatkozások
- A Korn honlapja